# راس الوادي (السياني)

تعديل مصدري - تعديل

راس الوادي محلة تابعة لقرية الظهرة، التابعة لعزلة نخلان بمديرية السياني إحدى مديريات محافظة إب في الجمهورية اليمنية.، بلغ تعداد سكانها 82نسمة حسب تعداد اليمن لعام 2004.